# Diecezja sremska
Diecezja sremska (łac.: Dioecesis Sirmiensis, chorw.: Srijemska biskupija) – katolicka diecezja obejmująca swoim zasięgiem Srem, krainę historyczną na pograniczu Serbii i Chorwacji. Siedziba biskupa znajduje się w katedrze św. Dymitra w Sremskiej Mitrovicy.

## Historia
Diecezja srijemska została założona już w IV w. Nie była obsadzana po ciężkich zniszczeniach dokonanych przez przemieszczające się przez Bałkany plemiona barbarzyńskie, w tym Awarów i Hunów. Po śmierci św. Metodego w 885 r. całkowicie znikła z mapy Europy.
W 1231 r. biskupstwo zostało ponownie przywrócone. Następnie z inicjatywy papieża Klemensa XIV, diecezja została w 1773 r. zjednoczona z diecezją bośniacką. Siedziba biskupa została przeniesiona do Dakova. W latach 1963–2008 funkcjonowała ona pod nazwą diecezji Đakovo-Syrmia. 18 czerwca 2008 r. papież Benedykt XVI dokonał podziału diecezji, wydzielając z jej obszaru diecezję srijemską i podporządkowując ją podniesionej do rangi archidiecezji diecezji Đakovo–Osijek.
Diecezja liczy 29 parafii, w której pracuje 19 księży. Jest ono reprezentowana w Konferencji Biskupów św. Cyryla i Metodego w Belgradzie.

## Biskupi
- ordynariusz – bp Đuro Gašparović
- Biskup koadiutor - Fabijan Svalina

## Główne świątynie
- Katedra – św. Dymitra w Sremskiej Mitrovicy